# Moussa Yedan
Moussa Yedan (Bobo-Dioulasso, 20 de julho de 1989) é um futebolista profissional burquinense que atua como meia-atacante.

## Carreira
Moussa Yedan representou o elenco da Seleção Burquinense de Futebol no Campeonato Africano das Nações de 2015.